# Szarajevói esküvői támadás
A szarajevói esküvői támadás 1992. március 1-jén, vasárnap történt, amikor Szarajevó régi muszlim negyedében, Baščaršijában 14:30 körül megtámadtak egy boszniai szerb esküvői menetet, aminek következtében a vőlegény apja, Nikola Gardović meghalt, egy szerb ortodox pap pedig megsebesült. A támadásra Jugoszlávia felbomlásának és a délszláv háború korai szakaszában a Bosznia-Hercegovina függetlenségéről szóló vitatott népszavazás utolsó napján került sor.
A lövöldözésre válaszul a Szerb Demokrata Párt (SDS) félkatonai erői barikádokat emeltek és útlezárásokat állítottak fel Szarajevóban, és a támadás megszervezésével Boszniai Demokratikus Akciópártot (SDA) vádolták. Az SDS azt követelte, hogy Bosznia-Hercegovina szerbek lakta területein szerbek, és ne más etnikumhoz tartozó rendőrök járőrözzenek, továbbá az Egyesült Nemzetek Szervezete békefenntartóinak bevetését kérte az országban. Március 3-án az SDS beleegyezett az általa felállított barikádok lebontásába. Bosznia-Hercegovina muszlimok uralta népgyűlése még aznap kikiáltotta az ország függetlenségét.
Gardovićot általában a boszniai háború első halálos áldozatának tekintik. A gyilkosság elkövetőjeként Ramiz Delalićot, az SDA védelme alatt álló karrierbűnözőt azonosították, de a boszniai muszlim hatóságok nem sok erőfeszítést tettek annak érdekében, hogy közvetlenül a merényletet követően megtalálják. A háború alatt Delalić egy olyan milíciát vezetett, amely üldözte Szarajevó szerb lakosságát. Később egy televíziós interjúban beismerte a támadást. 2004-ben Delalićot Gardović halálával összefüggésben elsőfokon gyilkossággal vádolták meg, de mielőtt a tárgyalás befejeződhetett volna 2007-ben lelőtték, és meghalt. A Bosznia-hercegovinai Föderációban, az ország félig autonóm bosnyák-horvát részében március 1-jét a függetlenség napjaként ünneplik. Az ünnepet nem tartják meg a félig autonóm boszniai szerb entitásban, a Boszniai Szerb Köztársaságban, és a boszniai szerbek többsége inkább az esküvői merénylettel, semmint a függetlenségi népszavazással társítja ezt a dátumot. A merényletet az 1998-as brit háborús filmben, a Welcome to Sarajevoban filmesítették meg.

## Előzmények
Jugoszlávia addigi elsőszámú vezetőjének, Josip Broz Titonak 1980-ban bekövetkezett halála után Jugoszlávia soknemzetiségű szocialista állama az elhúzódó gazdasági stagnálás és hanyatlás időszakába lépett. Az ország gazdaságának vérszegény állapota az etnikai feszültségek jelentős növekedését eredményezte, amit a kommunizmus 1989-es kelet-európai bukása csak súlyosbított. A következő évben a Jugoszláv Kommunisták Szövetsége országszerte engedélyezte a demokratikus választások megtartását. Bosznia-Hercegovinában a politikai pártok nagyrészt etnikai alapon jöttek létre. Érdekeik képviseletére a boszniai muszlimok megalapították a Demokratikus Akciópártot (SDA), a boszniai szerbek a Szerb Demokrata Pártot (SDS), a boszniai horvátok pedig a Bosznia-Hercegovinai Horvát Demokratikus Közösséget (HDZ BiH). A három pártot Alija Izetbegović, Radovan Karadžić és Stjepan Kljuić vezette. Az első demokratikus választásokat Bosznia-Hercegovinában 1990. november 18-án tartották. A szavazáson olyan nacionalista pártok domináltak, mint az SDA, az SDS és a HDZ BiH. Az etnikai hovatartozás nélküli szocialista pártok, mint az addig uralkodó Bosznia-Hercegovinai Kommunisták Szövetsége, nem kaptak jelentős szavazatot.
A legtöbb boszniai muszlim és boszniai horvát törekvéseit képviselő SDA és HDZ BiH kiállt Bosznia-Hercegovina Jugoszláviától való függetlensége mellett, de ezt az SDS és a boszniai szerbek túlnyomó többsége is ellenezte. Június 25-én Szlovénia és Horvátország kormánya kikiáltotta függetlenségét Jugoszláviától, ami a Szlovéniában a tíznapos háborúhoz, Horvátországban pedig a horvátországi háborúhoz vezetett, melyek a délszláv háború első fegyveres konfliktusaiként váltak ismertté. A Jugoszláv Néphadsereg (JNA) és az Állambiztonsági Szolgálat már 1990-ben kidolgozta a RAM-tervet, melynek értelmében megkezdték kézi lőfegyverek kiosztását a boszniai szerb lakosság körében, melynek eredményeként 1991 végéig Bosznia-Hercegovinában létrejött a boszniai szerb milícia. 1991 novemberében az SDS népszavazást szervezett, amelyet a boszniai muzulmánok és a boszniai horvátok bojkottáltak. A népszavazás során a boszniai szerbek túlnyomó többsége a Jugoszláviához való csatlakozásra szavazott. A boszniai kormány a népszavazást alkotmányellenesnek nyilvánította. A következő hónapban az Európai Gazdasági Közösség (EGK) által létrehozott választottbírósági bizottság kijelentette, hogy a független Bosznia-Hercegovina EGK általi elismerésének egy jogilag kötelező érvényű országos függetlenségi népszavazás az előfeltétele. Ennek alapján február 29. és március 1. között országos függetlenségi népszavazást tartottak az országban. Az SDS népszavazást alkotmányellenesnek nyilvánította és elutasította, és a párt sürgetésére a boszniai szerbek túlnyomó többsége bojkottálta. 1992 január 9-én az SDS bejelentette a Bosznia-hercegovinai Szerb Köztársaság megalakítását, egy önjelölt autonóm entitást, amely magában foglalja mindazokat a településeket, amelyekben a választók több mint 50 százaléka a Jugoszlávia részeként való maradásra szavazott.
Bosznia-Hercegovina nagy részéhez hasonlóan a főváros Szarajevó is etnikailag és vallásilag is sokszínű volt. Az 1991-es jugoszláviai népszámlálás szerint a városnak 525 980 lakosa volt, 49,3 százalékuk boszniai muszlim, 29,9 százalékuk szerb, míg 10,7 százalékuk jugoszlávként, 6,6 százalékuk pedig horvátként azonosította magát.

## A támadás
1992. március 1-jén, vasárnap, a szavazás utolsó napján, a Novo Szarajevó-i Szent Színeváltozás templomában egy boszniai szerb házaspár, Milan Gardović és Dijana Tambur esküvőjét tartották. A vőlegény utolsó éves szeminarista volt, apja, Nikola pedig sekrestyés volt a Színeváltozás-templomban. Az aznapi szarajevói légkört Kenneth Morrison történész „feszültnek” írja le. A szertartást követően az ifjú házasok, családjaik és a násznép a város régi muzulmán negyedében, Baščaršijában, a Szent Mihály és Gábriel arkangyalok templomába, a köznyelvben az óortodox templomba autóztak, ahol az esküvői vacsorát tartották. A Szent Mihály és Gábriel arkangyalok temploma Szarajevó legrégebbi szerb ortodox vallási épülete volt.
Mivel a Szent Mihály és Gábriel arkangyalok templomának közvetlen közelében nem volt parkolóhely, a násznép úgy döntött, hogy menetet alkotva, gyalog indulnak a templom felé. A menet legközelebbi parkolótól a templomig ért. A menetben a násznép tagjai szerb zászlókat lobogtattak, amit sok boszniai muszlim járókelő szándékos provokációként értelmezett. Az ilyen menetek jellemzőek voltak Jugoszlávia szerb esküvőire, és általában autók dudálása és dalok éneklése kísérte őket. 14 óra 30 perc körül egy fehér Volkswagen Golfból négy fiatal férfi szállt ki, és megkíséreltek elvenni egy zászlót az egyik esküvői vendégtől. Dulakodás alakult ki, melynek során a szemtanúk szerint az egyik férfi tüzet nyitott a menetre.
Viktor Meier, a Frankfurter Allgemeine Zeitung német napilap tudósítója a támadás véletlen szemtanúja volt. 1995-ben megjelent „Jugoszlávia: A pusztulás története” című könyvében így írt róla: „Először detonátornak tűnt, de aztán láttam, hogy emberek őrjöngenek; kiáltásokat hallottam, és láttam, hogy valaki a legközelebbi telefonhoz fut, és láttam a járókelők rémült arcát.” Gardović apja meghalt a támadásban, egy szerb ortodox pap, Radenko Mirović pedig megsebesült.

## Következmények

### A reakciók
„Az incidens érzelmi töltete mindkét oldalon erős volt – írja Mladen Ančić történész –, mert a szerb jelképeket felvonultató szerb esküvői menetet útban Szarajevó legrégebbi szerb temploma felé egy muszlim golyó állította meg.” A legtöbb szerb számára a támadás „elért egy pontot, ahonnan nincs visszatérés” – írja John R. Schindler történész. A lövöldözést az SDS illetékesei azonnal elítélték. Karadžić szerint a támadás bebizonyította, hogy a függetlenségi mozgalom egzisztenciális fenyegetést jelent a boszniai szerbekre nézve. „Ez a lövés nagy igazságtalanság volt a szerb nép ellen” – olvasható a Bosznia-Hercegovinai Népgyűlés elnökének a szerb Momčilo Krajišniknak reagálásában. Rajko Dukić, az SDS szóvivője kijelentette, hogy az esküvői támadás bizonyítéka annak, hogya szarajevói szerbek „halálos veszélyben vannak”, és azzal érvelt, hogy a független Bosznia-Hercegovina még jobban veszélyezteti a boszniai szerbek biztonságát. Izetbegović elítélte a gyilkosságot, és „egy egész Boszniára leadott lövésnek” nevezte. Szarajevó óvárosi önkormányzatának polgármestere, Selim Hadžibajrić részvétét fejezte ki Gardović családjának. A boszniai muszlim félkatonai vezető Sefer Halilović, aki 1991 márciusában megalapította a Hazafias Liga néven ismert milíciát, más hangot ütött meg. Halilović azt állította, hogy a menet „valójában nem esküvő volt, hanem provokáció”, és a násznép tagjai az SDS aktivistái voltak. „Át akartak menni Baščaršiján autókkal, zászlókkal, és transzparensekkel, hogy provokáljanak minket, és meglássák, hogyan reagálunk” - jegyezte meg Halilović.
A támadás „megindította a harcot a városért, amely a város közvetlen ostromává, majd felosztásává fejlődött” – írja Catherine Baker történész. Szarajevóban gyorsan megjelentek az úttorlaszok és barikádok, először boszniai szerbek, majd boszniai muszlimok részéről. Az SDS azt követelte, hogy Bosznia-Hercegovina szerbek lakta területein szerbek járőrözzenek, és ne más etnikumú rendőrök, továbbá felszólította Egyesült Nemzetek Szervezetét, hogy telepítsen békefenntartókat az országba. Két nappal a támadás után az SDS beleegyezett az általa felállított barikádok eltávolításába. Ezt az áttörést a JNA tábornok Milutin Kukanjac érte el, aki sikeresen meggyőzte az SDA és az SDS vezetőit, hogy engedélyezzék a JNA és a boszniai rendőrség közös járőrözését. Ugyanezen a napon Izetbegović kikiáltotta a Bosznia-Hercegovinai Köztársaság függetlenségét, a muszlimok által uralt Népgyűlés pedig gyorsan ratifikálta a döntést. A függetlenségi népszavazáson 63,4 százalékos volt a választói részvétel, akiknek 99,8 százaléka szavazott a függetlenségre. Mivel a szavazásra jogosultak mindössze 63,4 százaléka vett részt, a népszavazáson nem sikerült elérni a Bosznia-Hercegovina alkotmánya által előírt kétharmados többséget. Gardovićot március 4-én Szarajevóban temették el. Temetését Vasilije Kačavenda szarajevói ortodox püspök végezte, mely során laudációjában kijelentette: „Nem fogom azt mondani, ahogy néhány intelligens politikus mondja, hogy a lövés, amely megölte ezt az embert, Boszniára leadott lövés volt. De ez figyelmeztetés volt három nemzetünk számára. Legyen Nikola áldozata az utolsó ezekben az őrült időkben.”
A támadásról szóló tudósítások nagyrészt háttérbe szorították a vele egyidőben tartott népszavazást. A szerb újságok nagyrészt úgy ábrázolták a támadást, mint amiért minden boszniai muszlimot kollektív felelősség terhel. Jellemző volt a „Politika” nevű belgrádi napilap cikkének következő részlete: „A szerb esküvői vendég gyilkosai nem a három támadó, hanem azok, akik megteremtették azt a légkört, amely végleg felszámolta Bosznia-Hercegovinát.” Az „Oslobođenje” szarajevói napilap az ellenkező irányba terelte a hangsúlyt, és megpróbálta elhomályosítani a támadók etnikai kilétét. Egy nappal a támadás után megjelent rovatban ez állt: „A baščaršijai esküvői vendég gyilkosai, gyűlöletkeltők és barikádépítők nemcsak nem szarajevóiak, de még csak nem is igazi bosnyákok, hanem idegenek voltak.” Tito alatt a média vagy eufemizmusokkal számolt be az etnikumok közötti erőszak eseteiről, vagy pedig egyáltalán nem számolt be ezekről, hogy ne szítsa fel az etnikumok közötti feszültséget. Az esküvői menetgyilkosságról és annak utóhatásairól szóló tudósításaiban Tom Gjelten újságíró megjegyezte, hogy „az Oslobođenje ismét úgy nézett ki, mint a párt régi sajtóorgánuma.” A rovat azt sugallta, hogy az esküvői menet szándékos provokáció volt. Sok szerb olvasó érzéketlennek tartotta „Oslobođenje'” reakcióját a támadásra, és válaszul dühös leveleket küldtek a szerkesztőnek. Miroslav Janković, az újság szerkesztőbizottságának szerb tagja a másnapi testületi ülésen öntötte ki dühét, és a rovatot „a legszégyentelenebb dolognak” nevezte, „amit az újság az utóbbi ötven évben publikált”.

### A felelősség kérdése
A szemtanúk az esküvői menetben lövöldöző személyt Ramiz Delalićként azonosították, aki egy ismert karrierbűnöző volt. Az SDS vezetése azonnal az SDA-t hibáztatta a támadásért, és azt állította, hogy Delalić az SDA védelme alatt áll. A támadást megelőzően Delalić egy másik lövöldözésben, valamint egy nemi erőszakban is érintett volt, és egy pszichiátriai kórházban kezelték. 1992. március 3-án a helyi hatóságok parancsot adtak ki Delalić letartóztatására, de nem sok erőfeszítést tettek arra, hogy megtalálják. Az SDS tisztviselői azt állították, hogy az, hogy a hatóságok nem tartóztatták le Delalićot, az SDA bűnrészességét bizonyítja a támadásban.
Szarajevó ostroma idején Delalić egy boszniai muszlim félkatonai egységet vezetett, amely boszniai szerb és boszniai muszlim civileket támadott meg és gyilkolt meg. Büntetlensége miatt a boszniai muszlim hatóságok Delalićot bízták meg, hogy egy televíziós interjúban nyíltan ismerje be, hogy tüzet nyitott az esküvői vendégekre. A hatóságok csak 1993 végén csaptak le Delalić milíciájára, miután az nem szerbeket is kezdett célba venni. 1997. március 1-jén, az esküvői támadás ötödik évfordulóján Delalić egy szarajevói étteremben nyilvánosan megfenyegetett egy apát és fiát, és a vendégek előtt pisztollyal hadonászott, amelyért később elítélték. 1999 júniusában autójával elgázolt és megsebesített egy rendőrt, majd ismét börtönbe került. Ez utóbbi incidens késztette Carlos Westendorpot az ENSZ bosznia-hercegovinai főképviselőjét arra, hogy sürgesse az ország hatóságait Delalić háborús tevékenységének kivizsgálására. 2004. december 8-án Delalićot egy elsőfokú gyilkosság megvádolta az esküvői támadással kapcsolatban. Pere 2005. február 14-én kezdődött. A bírósági eljárás során az ügyészek lejátszották az esküdtszéknek az esküvői támadás videófelvételét, amelyen Delalić láthatóan a menetre lőtt. Még aznap Delalić letétbe helyezte az óvadékot, és szabadlábra helyezték. 2007. június 27-én, mielőtt a tárgyalás befejeződhetett volna, Delalićot ismeretlen fegyveresek Szarajevóban lelőtték.
2012. szeptember 19-én a szarajevói ügyészség vádat emelt a koszovói albán drogbáró, Naser Kelmendi ellen, Delalić meggyilkolásának megrendelése miatt. Kelmendi 2012-ben elmenekült Bosznia-Hercegovinából. Az Egyesült Államokban a külföldiekre vonatkozó kábítószer-kereskedelemre vonatkozó törvény (Foreign Narcotics Kingpin Designation Act) szerint szankcionálták. Több vádat is emeltek ellene kábítószer-kereskedelem miatt. A koszovói rendőrség Pristinában tartóztatta le 2013. május 6-án. Mivel Bosznia-Hercegovina nem ismeri el Koszovót, így nincs vele kiadatási megállapodása, Kelmendit Pristinában állították bíróság elé olyan bűncselekmények miatt, amelyeket állítólag Boszniában, illetve Hercegovinában követett el. 2016 októberében egy idősebb bosnyák politikus Fahrudin Radončić, aki korábban Delalićot is ismerte, Kelmendi védelmében tanúskodott. 2012-ben Radončićot Kelmendi vádiratában a Delalić meggyilkolására irányuló összeesküvés egyik megtervezőjeként nevezték meg, de ténylegesen soha nem emeltek vádat ellene. Radončić azt vallotta, hogy Delalić elmondta neki, hogy az esküvői támadást Izetbegović és az SDA rendelte el. Radončić ezután azt vallotta, hogy Delalić meggyilkolását „a bosnyák állami maffia” rendelte el, nem pedig Kelmendi, mert Delalić az Izetbegović család állítólagos részvételét a szervezett bűnözésben kívánta megvitatni az ügyészekkel. Radončić vallomása idején pártja, a Szövetség a Szebb Jövőért volt az SDA koalíciós partnere az országos és szubnacionális szinten. Radončić vallomása a két párt közötti feszültség fokozódását eredményezte, de az SDA úgy döntött, hogy ne generáljon új választást, a koalíción belül marad. Kelmendi 2018. február 1-jén egy vádpontban, kábítószer-kereskedelem bűntettében mondták ki bűnösnek, és hat év börtönbüntetésre ítélték, de felmentették a Delalić meggyilkolásával kapcsolatos összes vádpont alól.

## Utóhatások
Nikola Gardovićot gyakran a boszniai háború első áldozatának tekintik. A boszniai szerbek körében a támadást általában véres esküvőként emlegetik. Keith Crawford politológus a boszniai szerb civilek március 27-iki Bosanski Brodban történt megtámadását és sijekovaci lemészárlását tartja a konfliktust ténylegesen kiváltó két incidensként. Radha Kumar indiai akadémikus az esküvői támadást olyan erőszakos incidensekhez hasonlította, amelyek megelőzték a közösségek közötti erőszakot Indiában. Április 6-án az EGK és az Egyesült Államok független államként ismerte el Bosznia-Hercegovinát. Ugyanezen a napon a boszniai szerb vezetés kikiáltotta a Bosznia-hercegovinai Szerb Köztársaság – később Szerb Köztársaság – függetlenségét. Bosznia-Hercegovinát május 22-én vették fel az ENSZ-be. Az ezt követő boszniai háborúnak 100 000 halálos áldozata volt és további kétmillióan kényszerültek otthonuk elhagyására. A háború 1995 decemberében a daytoni békeszerződés aláírásával ért véget, amelyben a harcoló felek megállapodtak abban, hogy az országot két félig autonóm egységre osztják fel, a Bosznia-hercegovinai Föderációra és a Szerb Köztársaságra. A háborút követően a Boszniai Szerb Köztársaság háborús vezetésének nagy része ellen emelt vádat a volt Jugoszláviával foglalkozó Nemzetközi Törvényszék. Köztük volt Radovan Karadžić, aki ellen többek között az 1995-ös srebrenicai mészárlásban játszott szerepe miatt háborús és emberiesség elleni bűncselekmények, valamint népirtás miatt emeltek vádat, majd 2019 márciusában életfogytiglani börtönbüntetésre ítélték.
A háború elől menekülve Milan és Dijana Gardović Svédországba vándoroltak ki, ahol Milan jelenleg szerb ortodox papként szolgál. A Bosznia-Hercegovinai Föderációban március 1-jét a függetlenség napjaként ünneplik, amely munkaszüneti nap. A Boszniai Szerb Köztársaságban nem tartják meg a függetlenség napját, és a legtöbb boszniai szerb a dátumot az esküvői merénylettel, semmint a függetlenségi népszavazással hozza összefüggésbe. A támadást az 1997-es „Welcome to Sarajevo” című brit háborús filmben vitték filmvászonra, ahol boszniai szerb félkatonai csapatok voltak az elkövetők, boszniai horvát civilek pedig az áldozatok. „Ezeket a változtatásokat nyilvánvalóan politikai okokból eszközölték” - véli Goran Gocić filmesztéta.[50] Vele ért egyet Stephen Harper antropológus, aki azt írja, „az etnikai identitás cseréje a Welcome to Sarajevo esküvői mészárlás filmrevitelében... további példája annak, hogyan lehet a filmet felhasználni a történelem ideológiai újraírására.”

## Fordítás
- Ez a szócikk részben vagy egészben  a   Sarajevo wedding attack című angol Wikipédia-szócikk ezen változatának fordításán alapul.  Az eredeti cikk szerkesztőit annak laptörténete sorolja fel. Ez a jelzés csupán a megfogalmazás eredetét és a szerzői jogokat jelzi, nem szolgál a cikkben szereplő információk forrásmegjelöléseként.